# سرخس مارچوبه
سرخس مارچوبه (نام علمی: Asparagus falcatus) نام یک گونه از تیره مارچوبگان است.